# ماركوس كاموزاتو
ماركوس كاموزاتو (17 يونيو 1983 ببورتو أليغري في البرازيل - ) هو لاعب كرة قدم برازيلي في مركز الدفاع. لعب مع ستاندارد لييج ونادي إنترناسيونال ونادي بونتي بريتا ونادي كلوب بروج وK.S.V. Roeselare ‏ ونادي كاشياس دو سول.

## وصلات خارجية
- ماركوس كاموزاتو على موقع قاعدة بيانات كرة القدم.إي يو (الإنجليزية)
- ماركوس كاموزاتو على موقع Soccerway.com (الإنجليزية)
- ماركوس كاموزاتو على موقع عالم كرة القدم.نت (الإنجليزية)